# Troiițke, Odesa
Troiițke (în ucraineană Троїцьке) este un sat în raionul Odesa, regiunea Odesa, Ucraina.

## Demografie
Componența lingvistică a comunei Troiițke
     Rusă (74,1%)
     Ucraineană (20,51%)
     Română (4,11%)
     Alte limbi (0,33%)
Conform recensământului din 2001, majoritatea populației comunei Troiițke era vorbitoare de rusă (74,1%), existând în minoritate și vorbitori de ucraineană (20,51%) și română (4,11%).